# Ceto cuvieria
Ceto cuvieria is een zeekomkommer uit de familie Psolidae.
De wetenschappelijke naam van de soort werd in 1817 gepubliceerd door Georges Cuvier.